# Smilax jiankunii
Smilax jiankunii là một loài thực vật có hoa trong họ Smilacaceae. Loài này được H.Li miêu tả khoa học đầu tiên năm 1992.